# Ayres Pinto
Ayres Marques Pinto é um (São Paulo, 17 de novembro de 1958), é um ator brasileiro.
Após Grabar por 5 anos a série Vila Sésamo na Rede Globo, Decidiu se afastar, Morando na Itália, Voltou no Brasil em 1984, Morou na cidade do Natal, Atualmente mora em Loreto na Itália. É Casado com 
Gigliola Capodaglio e tem uma filha chamada Marina.

## Carreira
- 1972 Vila Sésamo - Cuca
- 1971 Meu Pedacinho de Chão - Serelepe
- 1969 João Juca Jr. - Ziguezague
- 1968 A Última Testemunha - Neco
- 1968 O Terceiro Pecado
- 1967 Os Fantoches - Nando
- 1965 A Grande Viagem - Admiro
- 1965 A Deusa Vencida - Tico